# Journal of Physical Chemistry A
Journal of Physical Chemistry A (usualmente abreviada como J. Phys. Chem. A.) es una revista científica revisada por iguales, publicada desde 1896 por la American Chemical Society y de periodicidad semanal. Journal of Physical Chemistry A está actualmente indexada y se pueden ver resúmenes de sus artículos en: CAS, Web of Science y otras bases de datos químicas.
El actual redactor jefe es Joan-Emma Shea.
Journal of Physical Chemistry A se centra en las áreas de investigación propias de la Química física: investigación sobre química de moléculas , incluyendo su dinámica, espectroscopia, cinética, estructura, enlace químico, y química cuántica.
El más reciente factor de impacto de la revista es 2,693 (2014). En 2004, la revista tuvo un factor de impacto de 2,639, que la situaba en tercer lugar entre las 106 revistas de la categoría de Química física. En 2021 tiene un factor de impacto de 2,781.
Hasta 1997, el título era simplemente Journal of Physical Chemistry. Debido a la siempre creciente cantidad de investigación en esta área, en 1997 la revista se dividió en Journal of Physical Chemistry A (química física molecular, teórica y experimental) y Journal of Physical Chemistry B (estado sólido, materia blanda, líquidos,...). A comienzos de 2007, esta última sufrió una nueva división, con Journal of Physical Chemistry C que se destina ahora a los  campos de la nanotecnología, electrónica molecular, y temas relacionados.

## Lista de redactores jefe
- 1896–1932 Wilder Dwight Bancroft, Joseph E. Trevor
- 1933–1951 S. C. Lind
- 1952–1964 William A. Noyes
- 1965–1969 F. T. Wall
- 1970–1980 Bryce Crawford
- 1980–2004 Mostafa El-Sayed
- 2005–2019 George C. Schatz[6]
- 2020-presente Joan-Emma Shea